# Marcali tömegközlekedése
Marcaliban 1987. január 5-én indult el a helyi autóbuszközlekedés, amit a Kapos Volán üzemeltetett. Két autóbusz-járat volt, mindkettő egyben a marcali helyijárat 2012-ben megszűnt. Marcaliban, Nagyatádon és Barcson 1981 óta terveztek helyi autóbusz-közlekedést, ami Marcaliban 1987-ben, Nagyatádon 1996-ban valósult meg.

## Egykori autóbuszvonalak
1987. január 5-én indult el a helyi autóbuszközlekedés, amit a Kapos Volán üzemeltetett. 
2009. november 20-án megnyitott a TESCO áruház Marcaliban, így a Ventona-Trans Kft. ingyenes buszjáratot indított az autóbusz-állomás és a TESCO között.
Helyijáratok 1987-ben:
- 1: Autóbusz-állomás – Volántelep
- 4A: Autóbusz-állomás – Széchenyi utca – Berzsenyi utca – Noszlopy utca – Kinizsi utca

Később az Autóbusz-állomás – Volántelep járat megszűnt, a korábban 4A jelzéssel közlekedő járat megkapta az 1-es jelzést. 
A helyi autóbuszjárat közlekedése 2011. január 1-jétől szünetel.

## Megközelítése
Vasúti közlekedés:
- 37-es vasútvonal (2009-ben megszűnt a személyforgalom)

Helyközi és távolsági autóbusz közlekedés:
- 1177 Budapest, Népliget – Barcs, vasútállomás
- 1569 Pécs, autóbusz-állomás – Ajka, autóbusz állomás
- 1673 Pécs, autóbusz-állomás – Szombathely, autóbusz-állomás
- 1725 Sopron, autóbusz-állomás – Kaposvár, autóbusz-állomás
- 5690 Pécs, autóbusz-állomás – Marcali, autóbusz-állomás
- 5976 Kaposvár, autóbusz-állomás – Hévíz, autóbusz-állomás
- 5984 Kaposvár, autóbusz-állomás – Marcali, autóbusz-állomás
- 5986 Kaposvár, autóbusz állomás – Balatonmáriafürdő, vasútállomás
- 6042 Marcali, autóbusz állomás – Siófok, autóbusz-állomás
- 6081 Böhönye, központi autóbusz váróterem – Marcali, autóbusz-állomás
- 6101 Nagyatád, autóbusz-állomás – Siófok, autóbusz állomás
- 6103 Nagyatád, autóbusz-állomás – Hévíz, autóbusz állomás
- 6160 Marcali, autóbusz-állomás – Balatonmáriafürdő, vasútállomás
- 6161 Marcali, iskola – Somogyszentpál, Kisperjés
- 6162  Marcali, autóbusz-állomás – Zalaegerszeg, autóbusz-állomás
- 6163 Marcali, autóbusz-állomás – Nagykanizsa, autóbusz-állomás
- 6166 Marcali, autóbusz-állomás – Sávoly, iskola
- 6170 Marcali, Széchenyi utca – Pusztakovácsi, Kürtöspuszta
- 6175 Marcali, iskola – Balatonboglár, vasútállomás
- 6176 Marcali, autóbusz-állomás – Balatonboglár, vasútállomás
- 6179 Öreglaki elágazás – Marcali, autóbusz-állomás
- 6180 Marcali, autóbusz-állomás – Nagybajom, autóbusz váróterem
- 6184 Marcali, autóbusz-állomás – Balatonszentgyörgy, iskola
- 6185 Varászló, autóbusz váróterem – Marcali, autóbusz-állomás
- 6186 Marcali, autóbusz-állomás – Zalakaros, autóbusz-állomás
- 6188 Marcali, autóbusz-állomás – Zalakaros, autóbusz-állomás
- 6190 Szőcsénypuszta, Művelődési otthon – Marcali, autóbusz-állomás